# Uuno Brander
Uuno Edvard Brander, född 23 juli 1870, död 13 juli 1934, var en finländsk politiker.
Brander företog flera studieresor i utlandet, mest i Skandinavien, och fungerade som överinspektor i lantbruksstyrelsen 1904–1917 och överdirektör 1917–1923. Han var jordbruksminister i Lauri Ingmans regering 1918–1919. Brander tillhörde i flera omgångar riksdagen, och företrädde där lantbruks- och kommunikationsintressen, särskilt karelska och nordfinländska.

## Utmärkelser
- Kommendörstecknet av I klass av Finlands Vita Ros’ orden[3]
- Kommendör med stjärna av Polonia Restituta[3]

[Redigera Wikidata]